# Lordiphosa paraflabella
Lordiphosa paraflabella är en tvåvingeart som beskrevs av Gupta och De 1996. Lordiphosa paraflabella ingår i släktet Lordiphosa och familjen daggflugor.
Artens utbredningsområde är Bhutan. Inga underarter finns listade i Catalogue of Life.